# Грубый, Винценц
Винценц Грубый (чеш. Vincenc Hrubý, 9 сентября 1856, Крживосоудов — 16 июля 1917, Триест) — чешский шахматист. Мастер.
Родился в деревне Крживосоудов (Кривосудов) в Богемии (часть Австро-Венгрии). Сейчас это округ Бенешов, Среднечешский край.
Работал учителем в средней школе в Триесте. Принимал участие в ряде крупных международных соревнований. С успехом выступал в матчах.
Первый чешский шахматист международного класса.
В ряде русскоязычных изданий фамилия шахматиста передается как Груби или Хруби.

## Спортивные результаты
| Год  | Город    | Соревнование                              | +  | −  | = | Результат | Место |
| ---- | -------- | ----------------------------------------- | -- | -- | - | --------- | ----- |
| 1882 | Вена     | Международный турнир                      | 13 | 15 | 6 | 16 из 36  | 11    |
|      | Вена     | Турнир Венского шахматного клуба          |    |    |   |           | 1     |
|      | Вена     | Матч с Б. Энглишем                        | 3  | 1  | 1 | 3½ : 1½   |       |
| 1883 | Нюрнберг | 3-й конгресс Германского шахматного союза | 5  | 5  | 8 | 9 из 18   | 10—11 |
| 1891 | Вена     | Матч с А. Альбином                        | 5  | 3  | 3 | 6½ : 4½   |       |
| 1893 | Вена     | Матч с К. Шлехтером                       | 2  | 1  | 0 | 2 : 1     |       |
| 1903 | Триест   | Общественный турнир                       |    |    |   |           | 1     |